# 幕末の四賢侯
幕末の四賢侯（ばくまつの しけんこう）は、日本の幕末に活躍した4人の大名をいう。

## 四賢侯
| 氏名                              | 氏名 | 出生年 | 死亡年 |
| --------------------------------- | ---- | ------ | ------ |
| 福井藩第14代藩主 松平慶永（春嶽） |      | 1828年 | 1890年 |
| 宇和島藩8代藩主 伊達宗城          |      | 1818年 | 1892年 |
| 土佐藩第15代藩主 山内豊信（容堂） |      | 1827年 | 1872年 |
| 薩摩藩第11代藩主 島津斉彬         |      | 1809年 | 1858年 |
| 薩摩藩国主 島津久光               |      | 1817年 | 1887年 |

なお「幕末の四賢侯」とは今日の歴史教科書などで使われている表現で、実際に本人たちが活躍していた時代から昭和の戦前頃までは、単に四賢侯（しけんこう）と呼んでいた。

## 概要
四賢侯は藩政の改革に着手したばかりでなく、積極的に江戸幕府の政治に参画した。阿部正弘が老中首座のときには、有力な親藩・外様の諸大名も幕政に参与させるよう改革を求めた。阿部もそれに応える形を採ったが、安政4年（1857年）に急死してしまった。
その後、井伊直弼が大老に就いて幕閣を率いるようになると様相が一変、病弱で嗣子のない13代将軍・徳川家定の次の将軍に誰を擁立するかで四賢侯と井伊らが対立した。四賢侯は水戸藩主・徳川斉昭の子で、御三卿一橋徳川家の徳川慶喜を推し、井伊は御三家紀州藩主の徳川慶福を推した。結局井伊が強権を発動して政敵を排除し、この安政の大獄により慶福が将軍家世子となることが決定した。斉彬は大獄の始まる直前に急死した。他の3人は同年7月以降、隠居、更には謹慎を命じられ、藩邸に押し込められた。
安政7年（1860年）、井伊直弼が桜田門外の変で暗殺されて以後、文久3年（1863年）にかけて、謹慎が逐次解かれた。自由の身となった彼らは、隠居の身ながら幕政、藩政に影響を与えた。
中でも春嶽は文久2年7月（1862年8月）、幕府の新たな要職となった政事総裁職に就任した。文久3年末には春嶽、宗城、容堂・久光が参預に任命され、徳川慶喜、松平容保らとともに国政を議する参預会議が開催されたが、久光を嫌った慶喜の非協力的態度により、短期間で崩壊した。さらに慶喜が15代将軍となった後の慶応3年5月（1867年6月）には、再び4人が集まって四侯会議が催される。幕府の権威を削減し、雄藩連合による合議をもってこれに代えようとした薩摩藩の画策であったが、慶喜の巧みな懐柔により無力化した。その後、容堂は慶喜に対し大政奉還を建白し、春嶽もまたこれに賛同している。
彼らは大名であり、幕政に関与し続けようとしたため、倒幕という考え方は持っていなかった。彼らの主張はあくまでも幕府と藩主による連合政治であり、ひいては公武合体であった。明治維新以後、各人とも政府要職に就いたが、倒幕を推進した志士たちを中心とする政治とは考え方が違ったため、明治の初めごろまでには次第に公職を辞していった。
なお『萩市史』第一巻では、そもそも「幕末の四賢侯」とは春嶽と親交のあった人物に限定されているのではないかと推測している。

## 補注
1. ↑  斉彬は異母弟・久光の長男・茂久を養子にして世子としていたが、斉彬が急死して茂久が数え19で藩主となると、久光はその後見人として藩政を牛耳った。以後薩摩では久光が事実上の藩主として活躍したため、彼のことを特に「国父」あるいは「国主」と呼んだ。
2. ↑  後の15代将軍
3. ↑  後の14代将軍・徳川家茂。